# Gynoplistia plumosa
Gynoplistia plumosa là một loài ruồi trong họ Limoniidae. Chúng phân bố ở miền Australasia.